# Rugby Club Arras
 (juillet 2024).
Si vous disposez d'ouvrages ou d'articles de référence ou si vous connaissez des sites web de qualité traitant du thème abordé ici, merci de compléter l'article en donnant les références utiles à sa vérifiabilité et en les liant à la section « Notes et références ».
Maillots
Actualités
Le Rugby Club Arras est un club de rugby à XV basé à Arras, fondé en 1961.

## Historique
La section rugby à XV de l'ASPTT Paris est créée en 1961 par Gaston Tousart.
En 1970, le club obtient sa promotion à l'échelon national (3e division) et devient l'équipe la plus haut classée dans le Nord[réf. nécessaire]. 
Le RC Arras, alors appelé ASPTT Arras à l'époque, obtient différentes accessions en 2e division (1973) puis en 1re division (1977).
De 1977 à 1990, l'équipe seniors A évolue majoritairement en 1re division, n'étant reléguée qu'à deux reprises en 1982 et 1984 l'espace d'une saison.
De 1990 à 2000, le club reste ancré en 2e division malgré un passage rapide en 3e division au cours de la saison 1998-1999. À la suite d'une refonte fédérale des championnats, le RCA intègre le championnat de Fédérale à l'issue de la saison 2000-2001.
A l'issue de la saison 1999-2000, Jean-Louis Lamy est rejoint par le Racing Club de Lens de Gervais Martel. L'idée est de faire monter Arras à l'échelon professionnel. Arras sort de la structure ASPTT et devient l'association du Rugby Club Arras.
Au terme des saisons 2000-2001 et 2001-2002, le RCA échoue aux portes du Pro D2. Par deux fois, le RC Arras s'incline en demi-finale du championnat de France de Fédérale 1. En 2006, les Arrageois seront relégués en Fédérale 2. Lors de la saison 2007-2008, les rouge et bleu effectuent un parcours en championnat de France leur permettant d'obtenir leur billet pour la Fédérale 1. Au cours de ce parcours, ils s'inclinent en finale. La saison suivante est aller-retour en Fédérale 1.
De 2009 à 2019, le Rugby Club Arras évolue en Fédérale 2. Il connaît différentes qualifications en championnat de France (2010, 2011, 2012).
En 2016-2017, le RCA doit être relégué en Fédérale 3 mais il échappe au couperet grâce à une refonte des poules de la FFR. De la même manière l'année suivante, cette fois, Arras étant repêché sportivement par la FFR. En 2018-2019, le RC Arras est relégué en Fédérale 3.
Les deux saisons suivantes (2019-2020 et 2020-2021), en Fédérale 3, sont interrompues par la pandémie de Covid-19.
Depuis la saison 2021-2022, l'équipe seniors a joué quatre saisons de Fédérale 3. Celle-ci s'est qualifiée par deux fois pour les phases finales (2023 et 2024).

## Identité visuelle

### Couleurs et maillots
Les Arrageois jouent traditionnellement en rouge et bleu.

### Logo

Évolution du logo
Logo abandonné en 2020.
Logo instauré en 2020.

## Palmarès
- Équipe première masculine :
  - Finaliste du Championnat de Fédérale 2 en 2008.
  - Finaliste de la Coupe de France de rugby à sept en 2014.

- Équipes jeunes :
  - Champion de France cadet Ufolep en 2005 et 2006.

- Équipes féminines :
  - Championne de France de rugby à sept en 2008.
  - Championne des Flandres de rugby à sept Développement en 2018.

## Personnalités du club

### Entraîneurs
- 1985-1986 : Charlet Alain
- 1987-1988 : Charlet Alain, Giudicelli André et Moro Jean-Louis
- 1991-1992 : Tousart Jean-Robert
- 1992-1993 : Filiatre Philippe
- 1993-1994 : Déas Christian et Filiatre Philippe
- 1994-1995 : Déas Christian, Dusi Diego, Filiatre Philippe et Peyrat Alain
- 1995-1996 : Bernardin Michel
- 1997-1999 : Grappin Laurent et Pujol Bernard
- 1999-2000 : Philippe Braem
- 2000-2001 : Philippe Braem et Olivier Dogniaux
- 2001-2002 : Philippe Braem, Olivier Dogniaux et Philippe Maraval
- 2002-2003 : Philippe Braem et Christian Cauvy
- 2003-2004 : Gérald Bastide et Philippe Braem
- 2004-2006 : Gérald Bastide, Kévin Campbell et Philippe Huarte
- 2006-2008 : Gérald Bastide et Jean-Sébastien Bignat
- 2008-2009 : Jean-Sébastien Bignat et Laurent Cauvin
- 2009-2011 : Alexis Konieczny et Mickaël Nogent
- 2011-2014 : Alexis Konieczny, Mickaël Nogent et Martin Saleille
- 2015-2017 : Raphaël Bonicel et Cyril Fouda
- 2017-2018 : David Baville et Jonathan Grenon
- 2018-2019 : David Baville et Jonathan jusque décembre inclus ; autogestion (janvier), Michel Cremashi et Vincent Lelano (février, mars), Tristan Meulet et Victor Pradeau (avril, mai, juin)
- 2019-2021 : Victor Pradeau et Anthony Scelers
- 2021-2024 : Christophe Lobé-Sikoti et Ludovic Morette
- 2024-2025 : Raphaël Bonicel et Thibaud Guyonnet[2]

### Présidents
- 1960-1961 : Edouard Lema
- 1963-1964 : Raoul Laridant
- 1967-1970 : Marcel Donzeau
- 1972-1977 : Jacques Lugan
- 1977-1982 : Jean-Jacques Pradelles
- 1982-1987 : Patrick Hamelet
- 1987-1992 : Serge Guidez
- 1992-1994 : Jean-Claude Henniart (SAOS) ; Réjean Eudeline et Bernard Jovenet (RCA)
- 1994-1995 : Bernard Dogniaux
- 1995-1996 : Jean-François Duchene
- 1996-1997 : Pascal Vergnaud (SAOS) ; Alain Chere (RCA)
- 1997-1998 : Pascal Vergnaud
- 1998-1999 : Pascal Vergnaud (SAOS) ; Jean-Louis Lamy (RCA)
- 1999-2000 : Jean-Louis Lamy
- 2000-2002 : Jean-Louis Lamy (SAOS) ; Maurice Cabut (RCA)
- 2002-2004 : Jean-Louis Lamy (SAOS) ; Eric Martel (RCA)
- 2004-2005 : Jean-Louis Lamy (SAOS) ; Sébastien Humetz (RCA)
- 2005-2007 : Jean-Louis Lamy (SAOS) ; Bernard Morel (RCA)
- 2007-2009 : Franis Dumarquez (SAOS) ; Bernard Morel (RCA)
- 2009-2010 : Michel Beau (SAOS) ; Jean-Luc Masson (RCA)
- 2010-2011 : Michel Beau (SAOS) ; Fabien Dubois (RCA)
- 2011-2012 : Marc Pinte (SAOS) ; Fabien Dubois (RCA)
- 2012-2013 : Norbert Berten (SAOS) ; Fabien Dubois (RCA)
- 2013-2014 : Norbert Berten (SAOS) ; Philippe Fovet, Pierre Margollé, Philippe Plumecocq (RCA)
- 2014-2015 : Olivier Bétourné
- 2015-2017 : Alain Gilman
- 2017-2018 : Benoît Valingot
- 2018-2020 : Gérard Camus.
- 2020-2023: Guillaume Devis et Christophe Leuwers[3]
- 2023- : Pierre Joga et Christophe Leuwers